# Derek Kevan
Derek Tennyson Kevan (Ripon, 6 maart 1935 – Birmingham, 4 januari 2013) was een Engels voetballer.
Hij speelde 14 interlands voor Engeland en maakte 8 doelpunten. Hij scoorde tijdens het WK van 1958 in Zweden tegen Oostenrijk en de Sovjet-Unie. Tijdens zijn eerste interland op Wembley (april 1957) scoorde hij tegen de Schotten.
"De Tank", zoals zijn bijnaam luidde, speelde in 1952 en 1953 voor Bradford Park Avenue FC en van 1953 tot 1963 voor West Bromwich Albion FC en daarna nog bij onder meer Manchester City FC, Luton Town FC, Chelsea FC en Stockport County FC.
Na zijn spelerscarrière werd hij eigenaar van de Moss Rose Pub van Macclesfield Town FC, waar hij ook nog een contractje had in 1968 als speler, en hij werd pakketbezorger.
Begin 2013 overleed hij in een ziekenhuis in Birmingham.